# Arborele genealogic al celei de a IV-a dinastii Egiptene
Succesiune celei de a IV-a dinastii Egiptene este neclară. Manetho adaugă o serie de monarhi ce nu sunt altfel atestați nici în alte liste de monarhi și nici prin dovezi arheologice. Totuși se pare că există o continuitate între a III-a și a V-a dinastie, ceea ce arată ca puterea faraonului a rămas în aceeași familie.
```
     
Meresankh I
 = 
Huni
  
                 |                          
A III Dinastie

 ................|............................................................................. 
                 |
            
Hetepheres I
   =      
Sneferu
   =  ?
                           |                |
                           |                +----------------+-----------+
                           |                                 |           |?
             Meritates = 
Khufu
 = 
Henutsen
                Rahotep     
Nefermaat
 = ?
                       |       |                                               |
       +--------+------+       +----------------+-------------------------+    +------------------------+
       |        |      |       |                |                         |                             |
   
Djedefhor
 
Baufre
 
Kawab
 = 
Hetepheres II
 =  
Djedefra
 = 
Khentet-en-ka
    
Khafra
 = Khamerenebty I     
Hemionu

                          |               |           \                          \         
                          |               |            +-----+-----+--------+     +-------+
                          |               |             \    |     |        |             |
                  Meresankh III     Neferhetep = ?    
Setka
 
Baka
 
Hernet
 
Neferhetepes
  
Menkaura
 = 
Khamerernebty II

                        \______________________|_________________________________________/     |
                                               |          +------------------------------------+----+
                                               |          |                                         |
                                               |          |                                    
Shepseskaf
 = Bunefer
                                               |          |                                               |
                                               |          |                                    +----------+-----------+
                                               |          |                                    |                      |       
                                               |          |                              
Djedefptah
                Khamaat
                                               |          |
    ...........................................|..........|...........................................................
                                               |          |                          
A V Dinastie

                                           
Userkaf
 = 
Khentkaus I
```